# ヤヤ・ハン
ヤヤ・ハン（Yaya Han）は、アメリカ合衆国で活動する、中国系アメリカ人のコスプレイヤー、モデル、衣裳デザイナー。彼女はコスプレ・コンペティションの常任審査員である。

## 画像

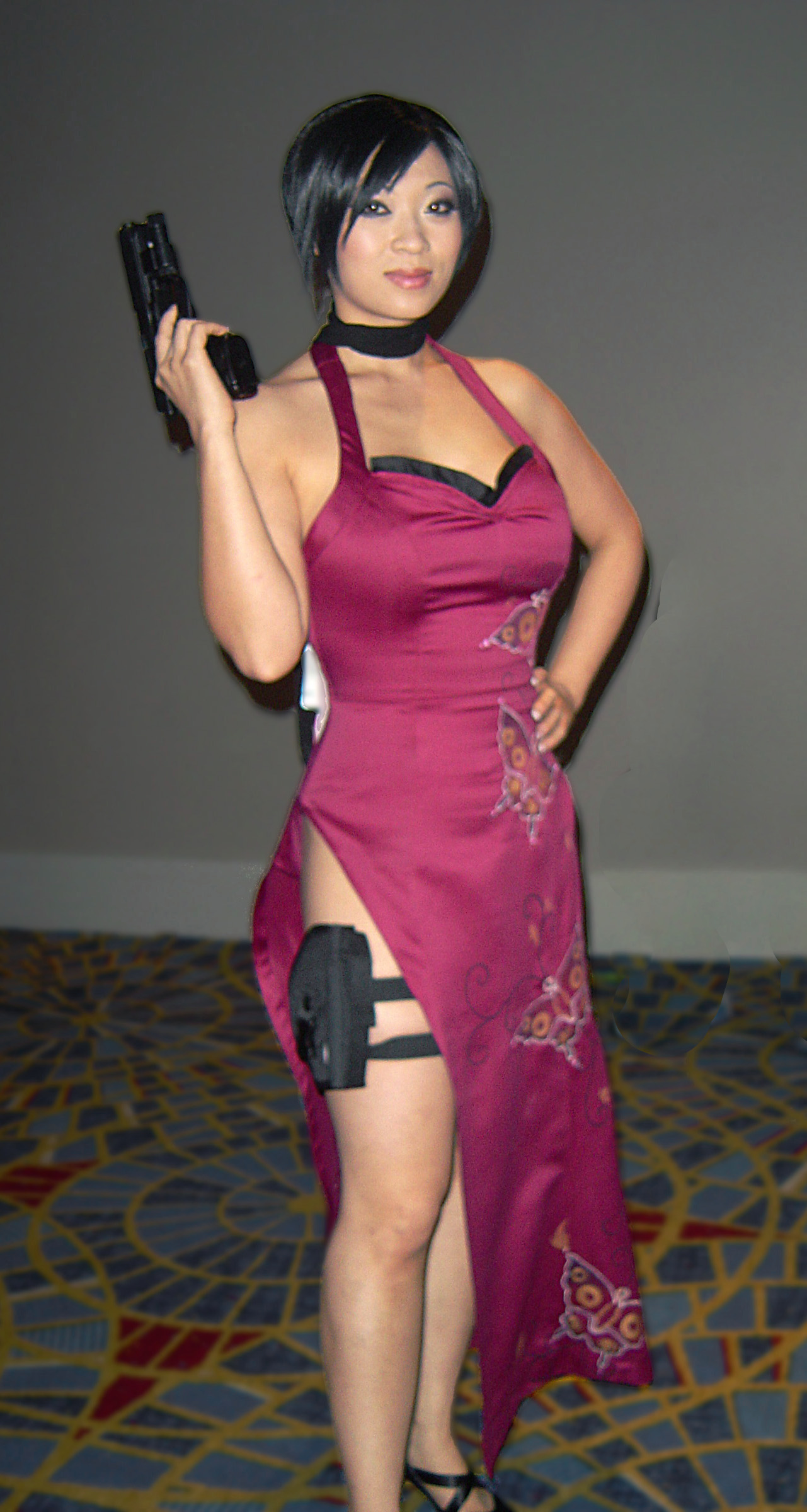
ドラゴン・コン 2009
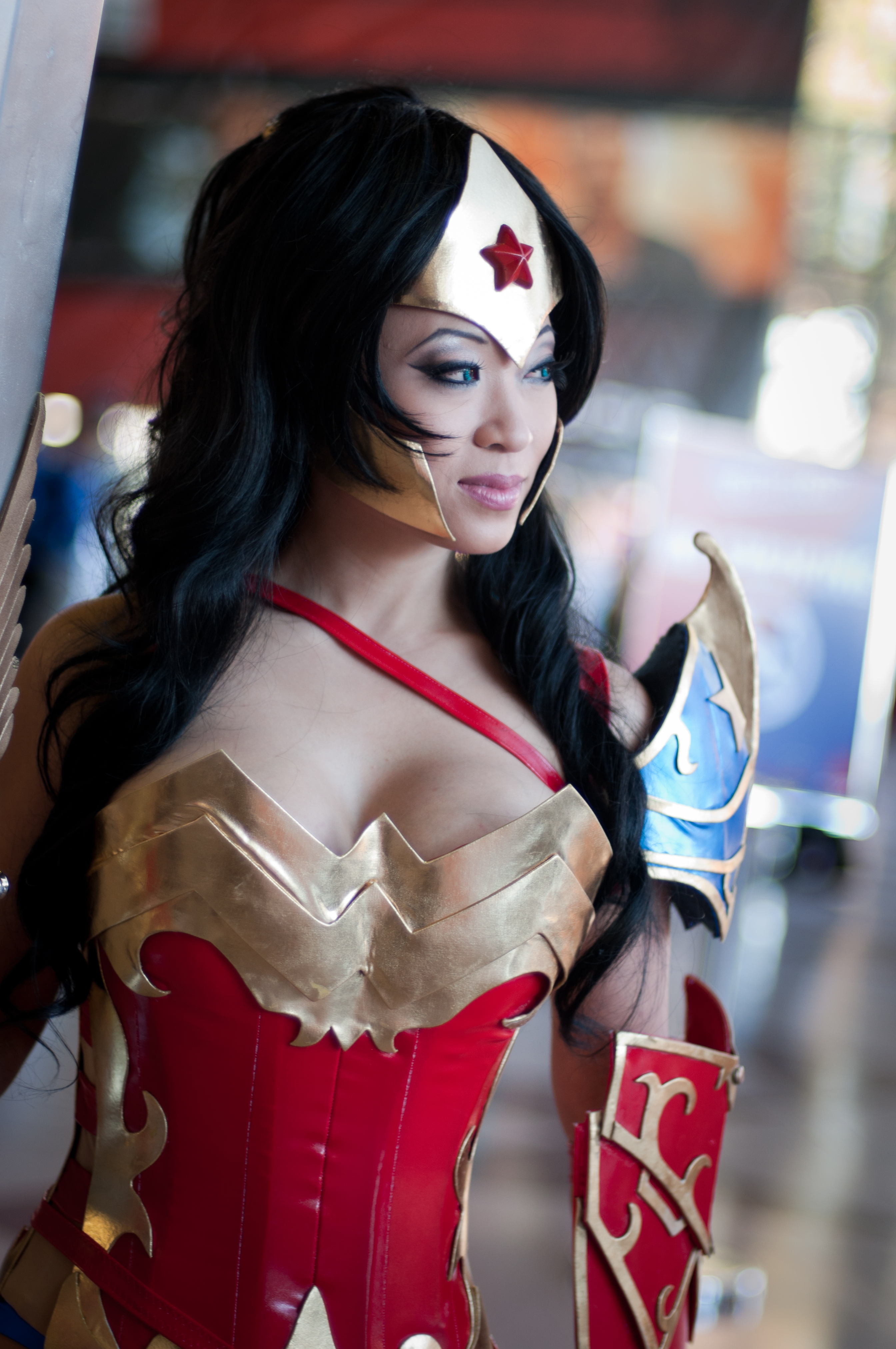
ワンダーウーマン、ニューヨーク・コミコン 2010
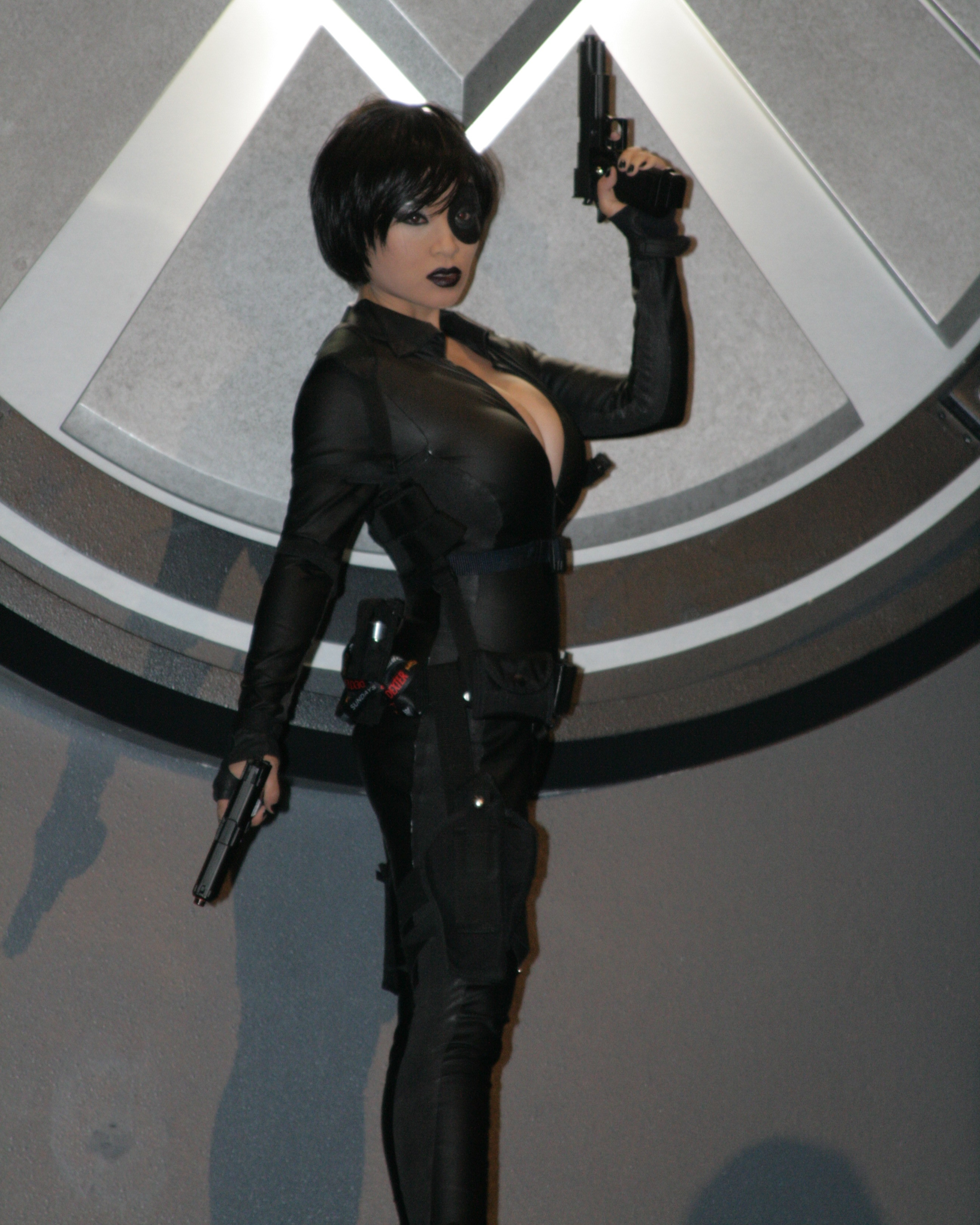
ニューヨーク・コミコン 2011
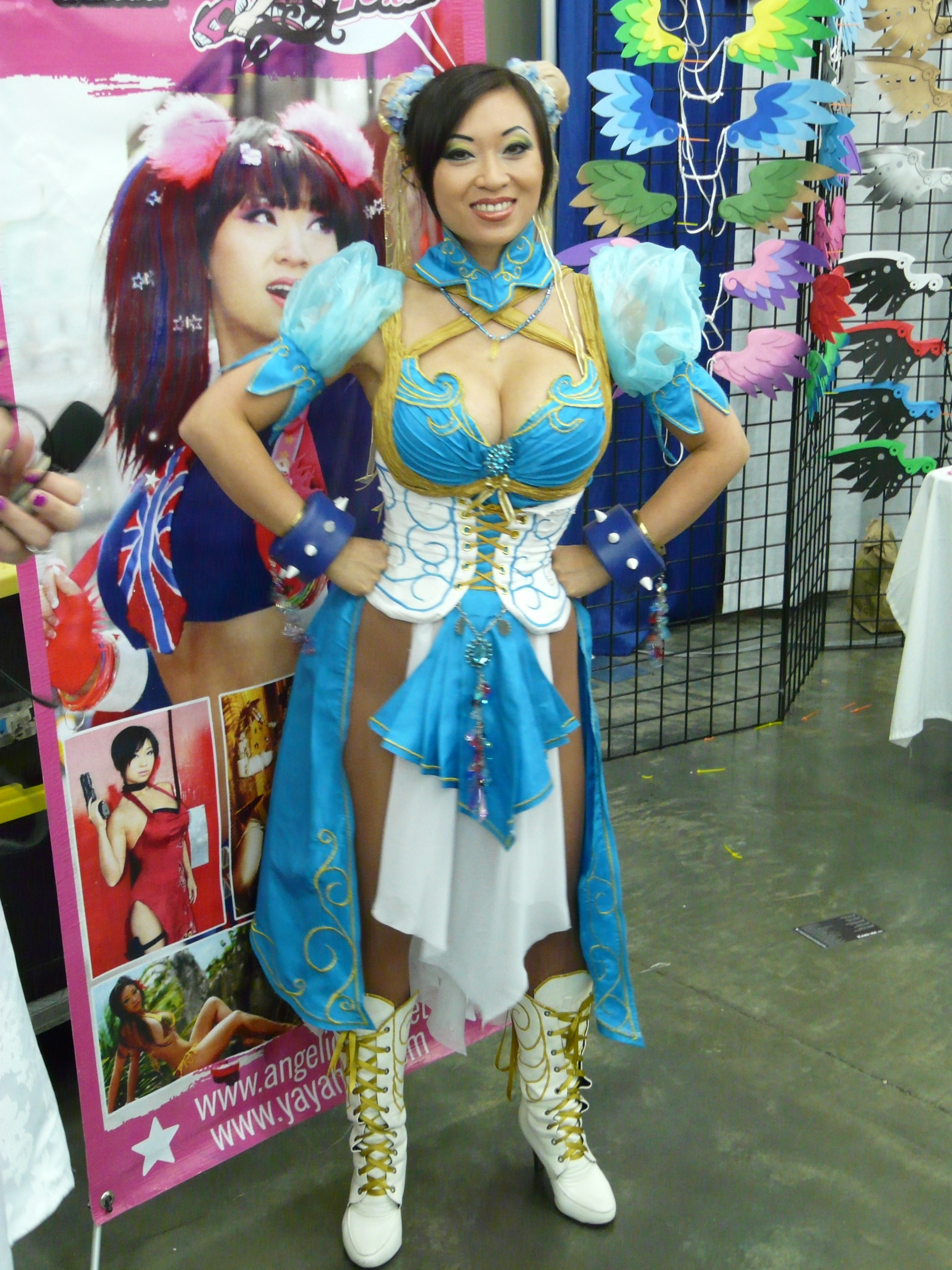
オタコン 2012
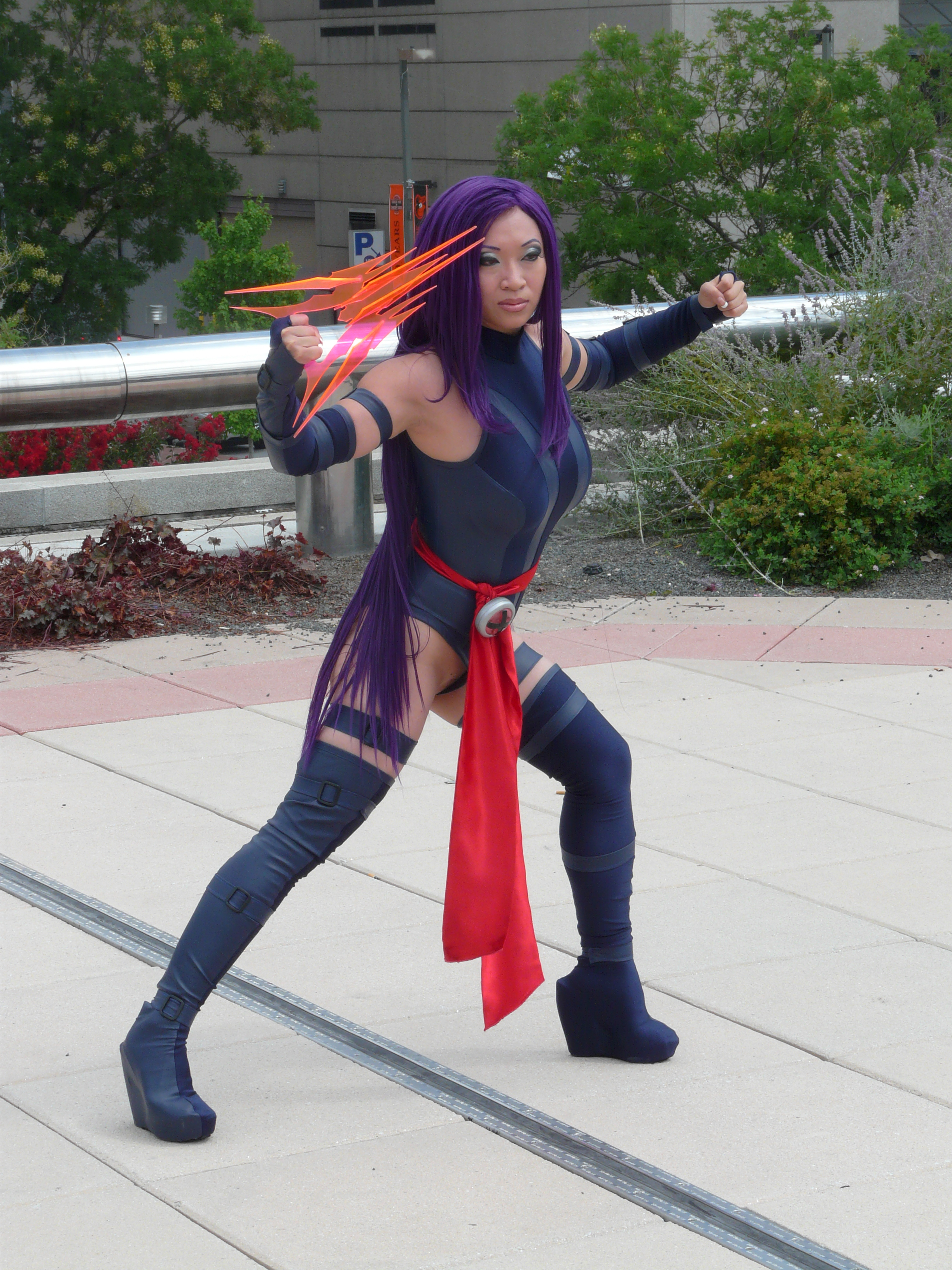
オタコン 2012
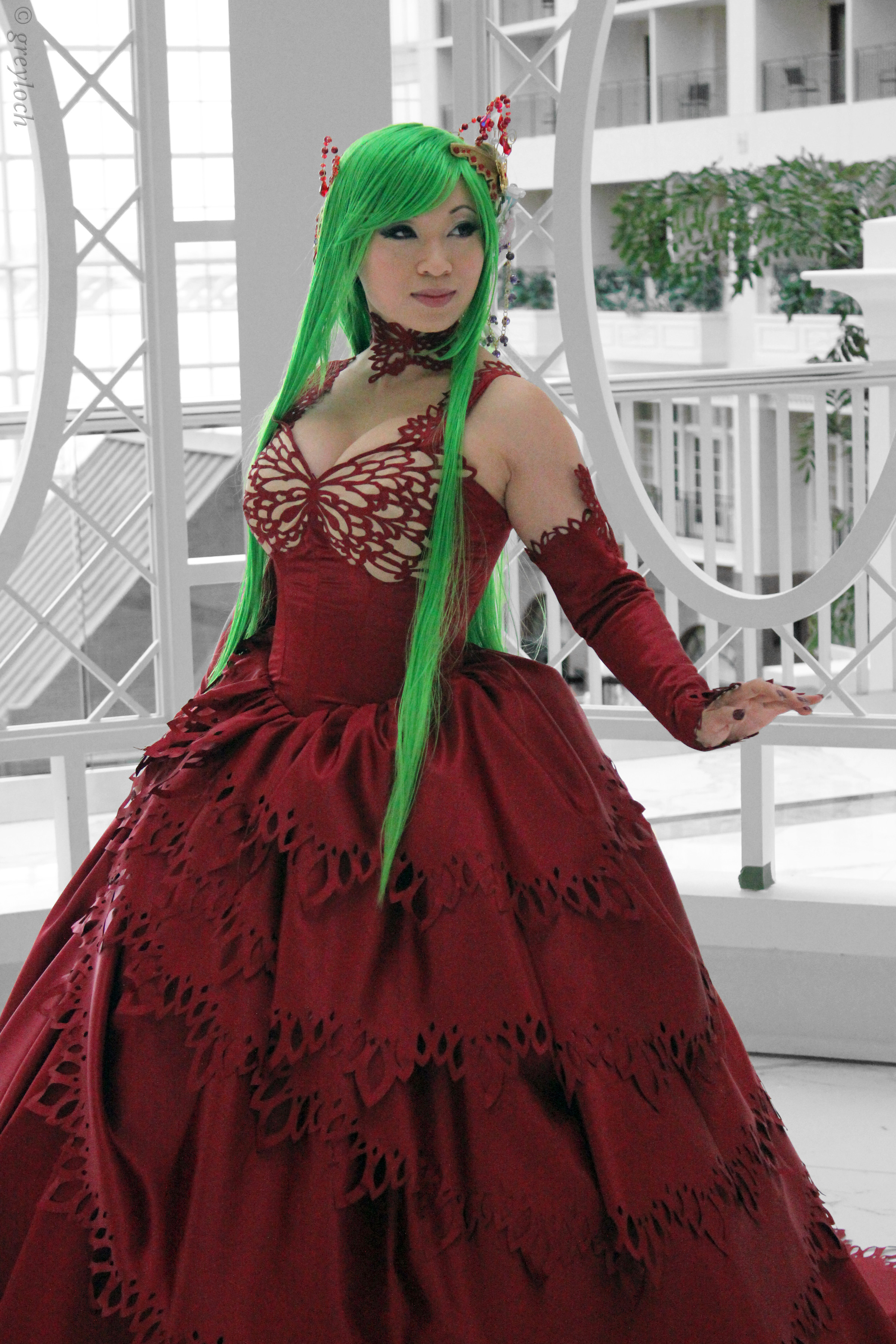
C.C. (コードギアス)カツコン 2013
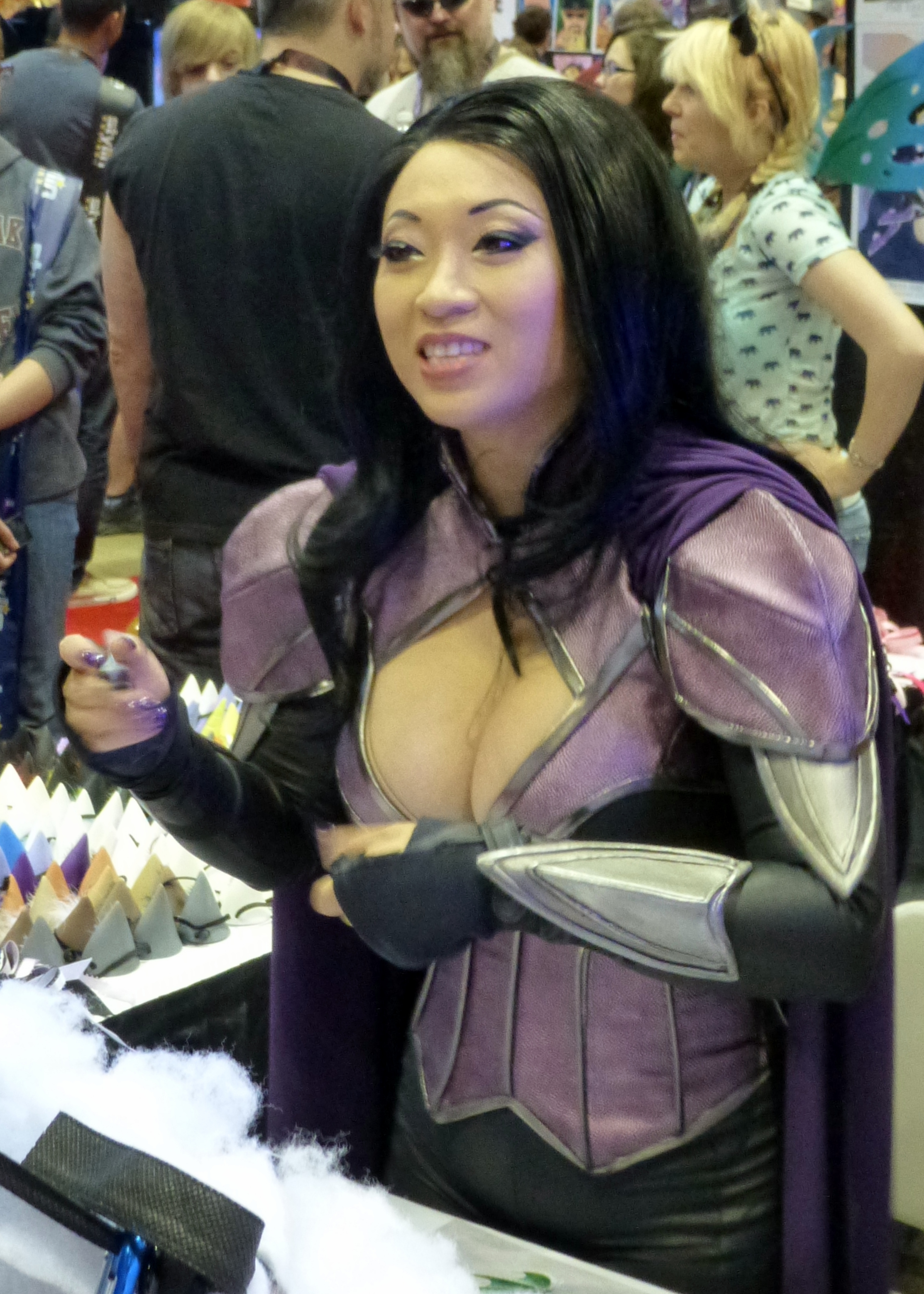
C2E2 2014
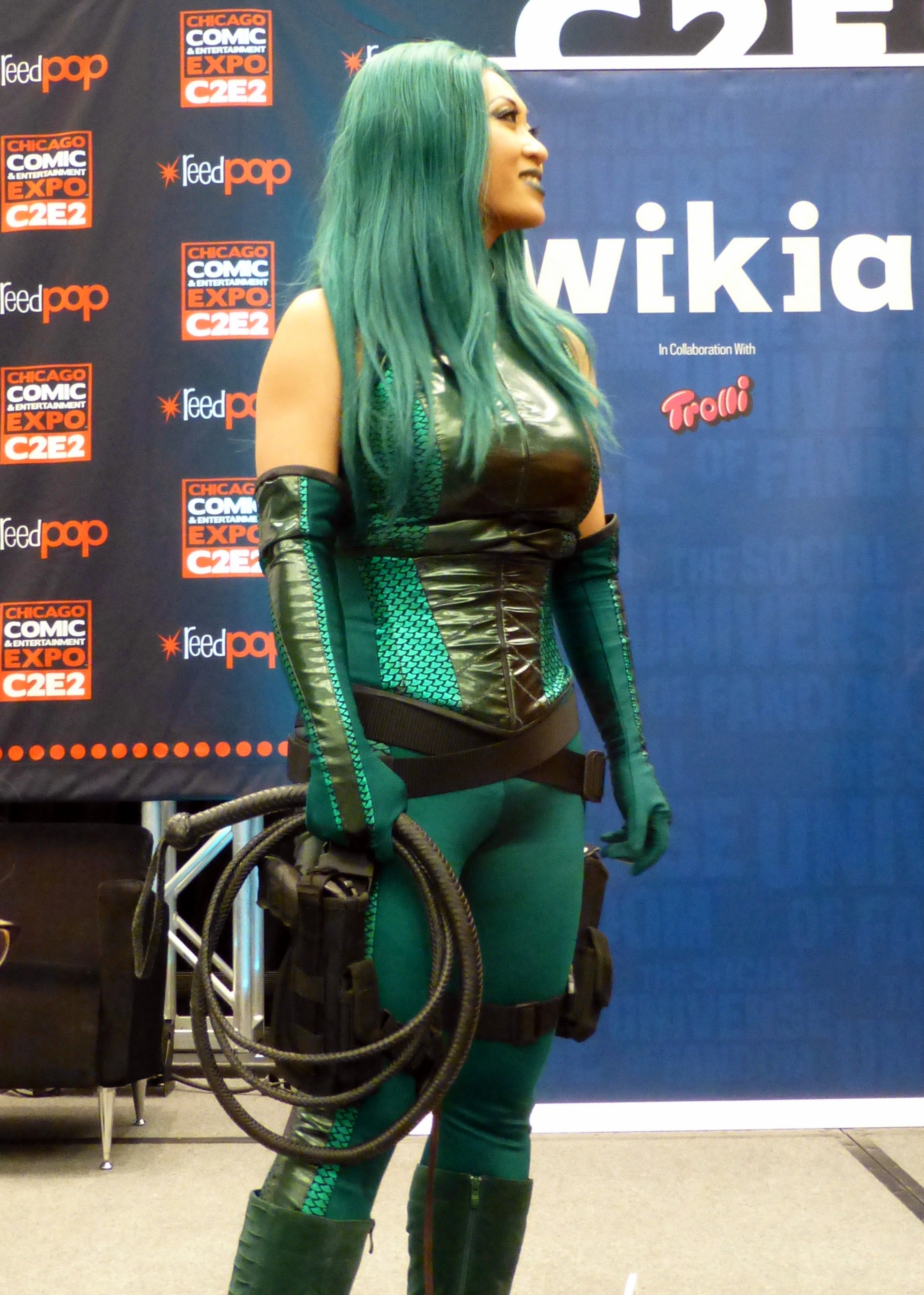
C2E2 2014
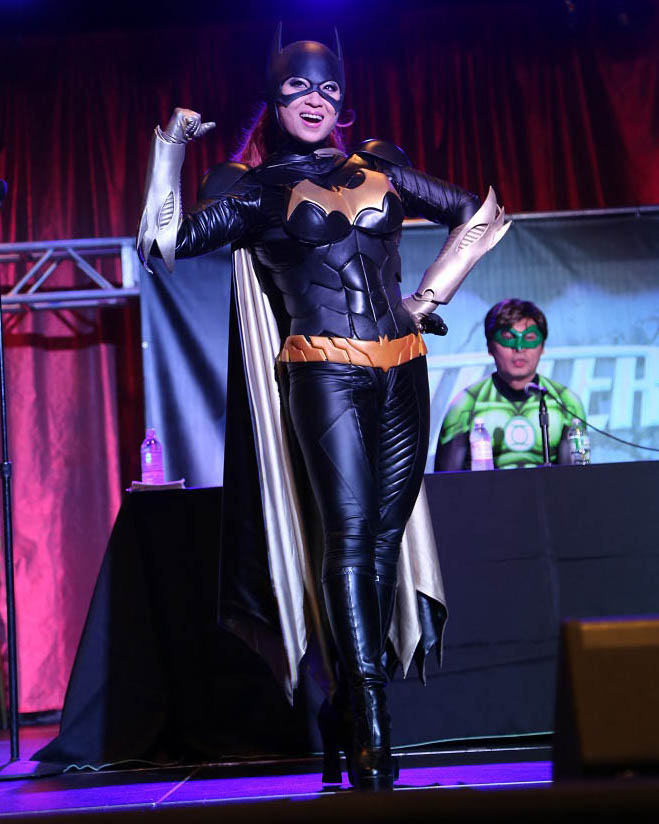
ウィンターコン 2014